# Dharmaguptaka
Dharmaguptaka var en buddhistisk inriktning i Indien som var en av de 18 tidiga icke-mahayanska inriktningarna i Indien. Det finns flera teorier om hur inriktningen tillkom. Enligt en sarvastivadisk var Dharmaguptaka en utbrytarinriktning från mahisasaka, en av förgreningarna inom sarvastivada. Enligt denna teori tillkom inriktningen någon gång mellan år 200 f.Kr och år 0. En annan teori kommer från tibetanska buddhistiska skrifter, som menar att dharmaguptaka kom från inriktningen vibhajyavada, en underinriktning inom sthaviranikaya som florerade i Kashmir, Gandhara och Sri Lanka.
Inriktningen fortsatte att följas ända fram tills 600-talet e.Kr.
Inriktningen har fått sitt namn efter en buddhistisk lärare vid namn Dharmagupta, som levde under 200-talet f.Kr. Inriktningen har dock rötter som går bak till Mahamaudgalyayana, en av Buddhas närmaste lärjungar.
Inriktningen hade särskilda kategorier i sin skriftkanon för bodhisattvatexter och dharanisamlingar.
Inriktningens vinaya används än idag inom de östasiatiska buddhistiska inriktningarna (mahayana).